# Einsatzkommando 14
Einsatzkommando 14 bylo spolu s Einsatzkommandem 13 jádrem Einsatzgruppe H, jednotky Sicherheitspolizei a Sicherheitsdienstu, německých policejních a bezpečnostních sil působících na slovenském území v průběhu a po skončení Slovenského národního povstání. Obě komanda byla založena ve dnech 30. až 31. srpna 1944 v Brně a na Slovensko byla vyslána v souvislosti s vypuknutím SNP, přičemž byla zodpovědná za množství válečných zločinů. Jejich velitelem byl SS-Obersturmbannführer Josef Witiska, jemu podřízeným velitelem Einsatzkommanda 14 byl SS-Hauptsturmführer Georg Heuser

## Činnost
Jednotky Einsatzgruppe H operovaly na území Slovenska od září 1944. Sídlem štábu Einsatzkommanda 14 byla od konce října 1944 Banská Bystrica, kde byl za velitele určen SS-Obersturmführer Kurt Deffner. Pod jeho velením členové komanda spolu s příslušníky POHG povraždili v Kremničce nejméně 747 osob. Jejich příslušníci spáchali také vraždy ve vápence v Nemecké, kde popravovali osoby ranou do týla. Mrtvá těla následně padala do pece vápenky. Počet obětí vraždění v Nemecké je odhadován na přibližně 400. Do března 1945 působila jednotka v okresech Banská Bystrica, Zvolen, Brezno nad Hronom, Banská Štiavnica, Kremnica, Dobšiná, Revúca, Hnúšťa, Lovinobaňa, Krupina, Modrý Kameň a Nová Baňa. Ve Zvolenu v listopadu 1944 jednotka zavraždila 128 lidí (z toho 36 žen a 6 dětí), nalezených v šesti masových hrobech. Později komando působilo i v okresech Prievidza, Svätý Kríž nad Hronom, Topoľčany, Nitra, Zlaté Moravce a Hlohovec. V lednu a únoru 1945 příslušníci komanda vraždili u Kováčové, kde bylo po válce odkryto 8 masových hrobů se 105 oběťmi.
Jednotka spolupracovala s protipartyzánskou jednotkou Edelweiss, se kterou se podílela na zajetí příslušníků anglo-americké styčné mise na Vánoce 1944 na Velkém boku. Ve spolupráci se slovenskými kolaboranty Einsatzkomando 14 zajalo 3. listopadu 1944 v Pohronském Bukovci velitele povstání, generály Viesta a Goliana.
Nechvalně známým se staly i protipartyzánské akce, při nichž byly vypáleny a vydrancovány partyzánské obce Kalište a Baláže. Jednotka zaživa upálila 9 občanů Kalište přímo v jejich domech a 12 raněných partyzánů v bunkru poblíž obce. Dalších pět obyvatel bylo zastřeleno v obci a 19 blízko nedaleké Moštenice.
Einsatzkommando 14 bylo, podle slovenských historiků Jána Stanislava a Stanislava Mičeva, na Slovensku zodpovědné za vraždu 2876 osob. Komando se z jednotek Einsatzgruppe H nejvýrazněji podílelo na represích vůči Romům. Celkově je jednotka považována za nejaktivnější nacistickou represivní složku, která zasáhla na slovenském území po skončení povstání.

## Potrestání
Jen velmi málo členů Eisatzkommanda 14 bylo po válce za své zločiny potrestáno. Velitel Einsatzgruppe H Josef Witiska byl zadržen v americké okupační zóně, před plánovaným vydáním do Československa spáchal v roce 1946 sebevraždu. Velitel Einsatzkommanda 14 Georg Heuser se vyhýbal trestu až do roku 1959, kdy byl poprvé zatčen a začal s ním soudní proces v souvislosti se zločiny, které spáchal ještě v Sovětském svazu. Byl odsouzen na 15 let vězení, podmínečně byl propuštěn v roce 1969. Obvinění v souvislosti se zločiny spáchanými na Slovensku byla vůči němu vznesena německou prokuraturou až na konci 80. let, soudní proces s ním se však už nekonal, protože Heuser v roce 1989 zemřel.